# Bir Lehlu

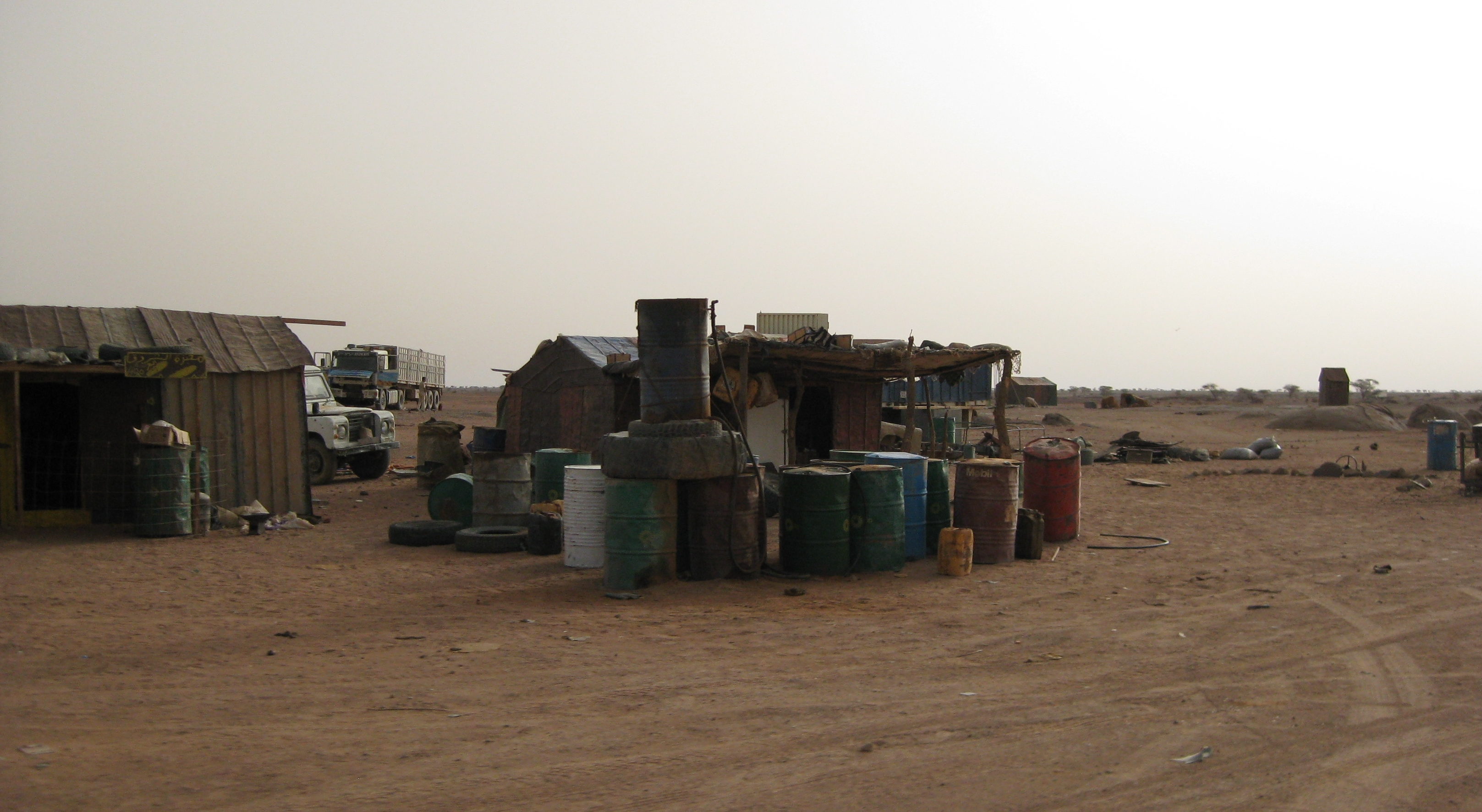
Bensinstation i Bir Lehlu.

Bir Lehlu (arabiska: بير لحلو) är en liten stad i nordöstra Västsahara, som var provisorisk huvudstad för Sahariska arabiska demokratiska republiken (SADR) innan Tifariti övertog denna funktion. Bir Lehlu ligger öster om Marockos barriär i Västsahara i den del av Västsahara som kontrolleras av Polisario. Namnet kan översättas med "en vacker brunn/källa".
Staden är säte för bland annat radiostationen Radio Nacional de la Republica Árabe Saharaui Democrática som sänder över mellanvåg och kortvåg, förutom på internet på arabiska, franska och spanska.
I SADR:s administrativa indelning är Bir Lehlu huvudort i en kommun med samma namn.